# Talibon
Talibon (Bayan ng Talibon) är en kommun i Filippinerna. Kommunen tillhör provinsen Bohol och ligger på ön med samma namn. Folkmängden uppgår till 54 147 invånare.

## Bildgalleri

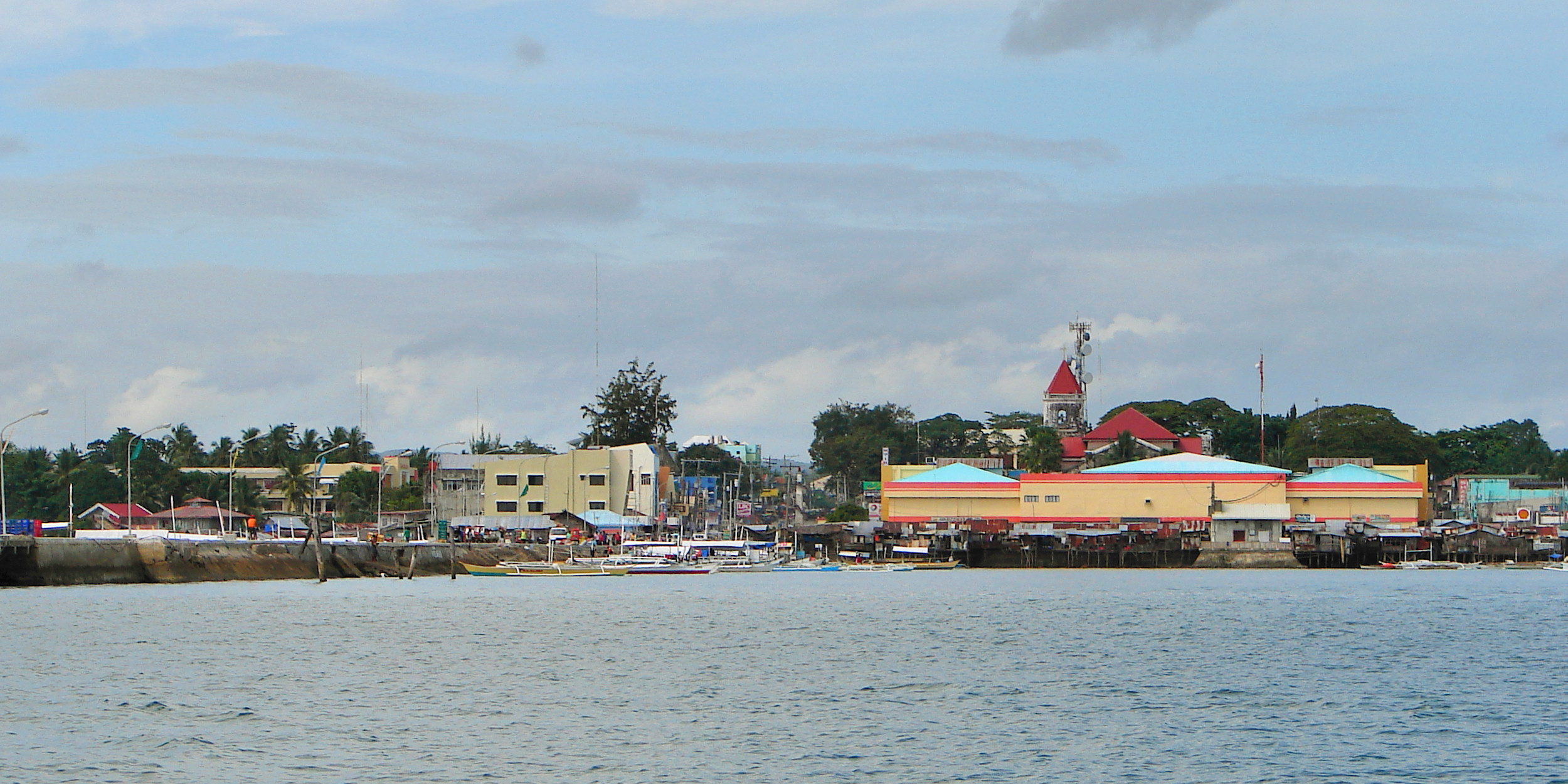
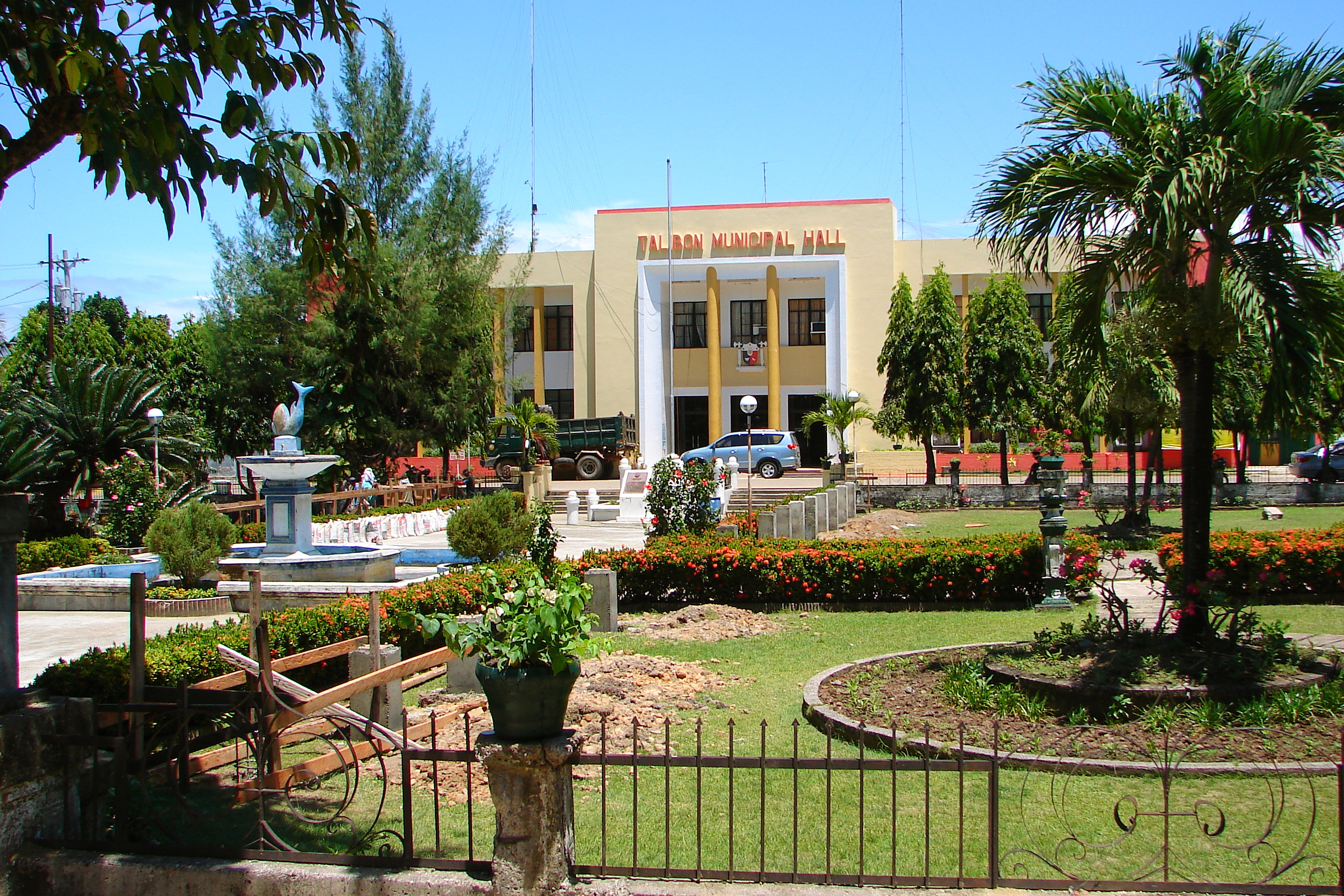
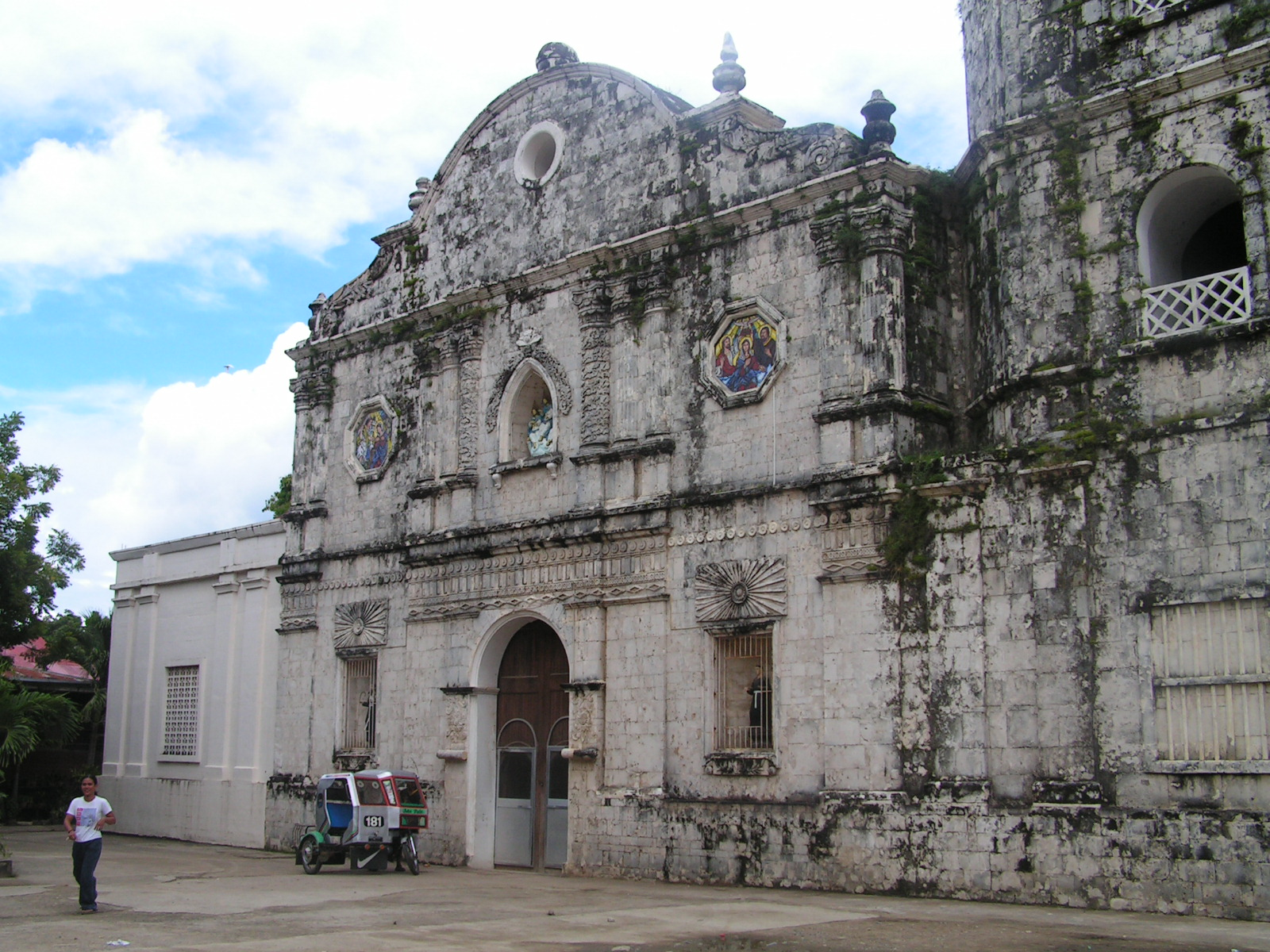

## Barangayer
Talibon är indelat i 25 barangayer.
| - Bagacay - Balintawak - Burgos - Busalian - Calituban - Cataban - Guindacpan - Magsaysay - Mahanay - Nocnocan - Poblacion - Rizal - Sag | - San Agustin - San Carlos - San Francisco - San Isidro - San Jose - San Pedro - San Roque - Santo Niño - Sikatuna - Suba - Tanghaligue - Zamora |